# Natale Saliceti
Natale Saliceti (Oletta, 8 novembre 1714 – Roma, 21 febbraio 1789) è stato un medico italiano tesoriere segreto e medico personale di Papa Pio VI..

## Biografia
Saliceti frequentò il collegio dei Gesuiti a Bastia e poi andò a Roma nel 1735 per continuare la formazione in medicina. Dopo aver completato gli studi, si unì al grande ospedale romano di Santo Spirito in Sassia come assistente medico e divenne uno dei principali medici dell'ospedale nel 1748. Nel 1756 Natale Saliceti fu nominato medico della Corte Pontificia. Nel 1758 assunse la cattedra di anatomia e chirurgia presso l'Università della Sapienza e fu accolto nel collegio medico romano. 
Il giorno successivo la morte di Clemente XIV, Natale Saliceti insieme al medico personale di Papa Pasquale Adinolfi e ad altri medici, anche internazionali, eseguì l'autopsia del Clemente, non trovando alcuna prova di influenza esterna e fugando così i sospetti di un delitto. L'originale del risultato dell'indagine fu depositato presso il Maggiordomo e prefetto del cardinale Palazzo Apostolico Giovanni Archinto. 
Nel 1775 Saliceti divenne ciambellano segreto e medico personale di Papa Pio VI. 
Il 1 maggio 1779 Natale Saliceti ottenne il soprannome accademico Cesare III accettato come membro della Accademia Leopoldina con numero di immatricolazione 830. 

## Opere
- Parere di un esperto di D. Saliceti, Medici del Palazzo Apostolico e medico di P. Clemente XIV sulla causa della sua morte 22. 1774 settembre , In: Rivista sull'uso dello stato e della storia della Chiesa, nonché la legge dello stato spirituale dei principi cattolici sul loro clero, quinto teile, Francoforte e Lipsia 1776, pagine 304–323 digitalizzate